# Scènes de Faust

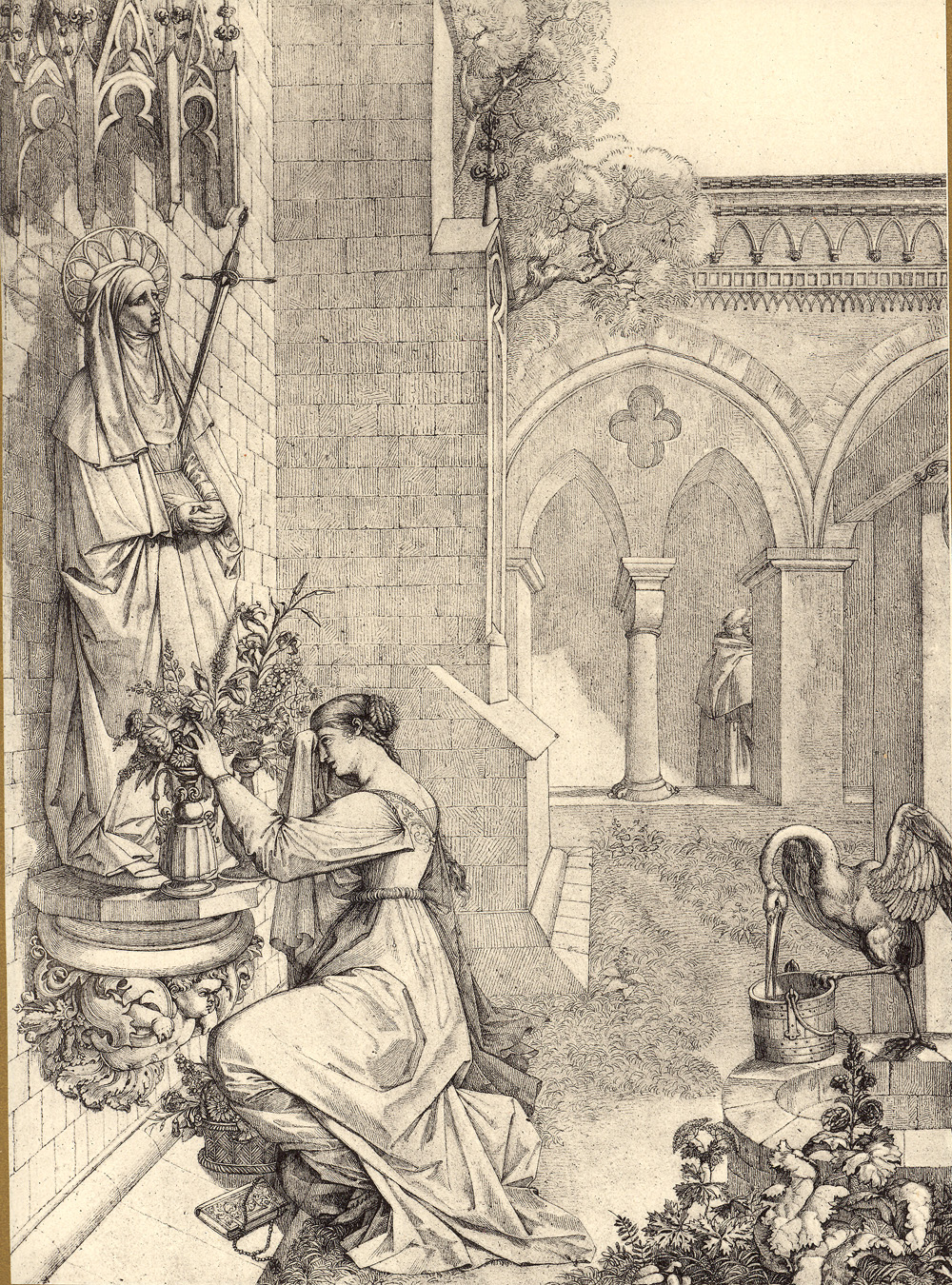
Gretchen devant le Mater Dolorosa, gravure par Ferdinand Ruscheweyh, illustration de Peter von Cornelius d'après « Faust » de Gœthe

Szenen aus Goethes Faust (Scènes du Faust de Goethe) est un oratorio profane en trois parties et sept scènes pour solistes, chœur et orchestre, écrit par le compositeur Robert Schumann entre 1844 et 1853.
Elles sont considérées comme le sommet de la musique de scène du musicien.

## Genèse
Le musicien commence son écriture un peu plus de dix ans après l'achèvement de la deuxième partie du Faust de Johann Wolfgang von Goethe, l'année de la mort de ce dernier Beaucoup des contemporains de l'écrivain trouvaient l'œuvre difficile à appréhender. Goethe lui-même jugeait que seul Wolfgang Amadeus Mozart (mort 20 ans avant l'achèvement de la première partie du Faust) était digne de mettre en musique son personnage. Schumann était conscient de la difficulté de la tâche comme il l'expliqua, en 1845, par une lettre à Felix Mendelssohn : « N'importe quel compositeur sera jugé sur la façon dont il traite l'œuvre innovante la plus acclamée de la littérature germanique, mais il sera aussi comparé à Mozart. » . Bien que Schumann ait exprimé des réserves sur son travail, ce dernier a été qualifié de « magnum opus » du compositeur, le musicien étant décrit comme « profondément sensible à toutes les significations du drame goethien ».
La genèse de l'œuvre s'étend sur près de dix ans. Les premières esquisses datent de 1844 et concernent la scène finale. Le musicien achève sa partition, à rebours, par son ouverture. Schumann n'a jamais entendu ses Scènes dans son intégralité, la première datant de 1862 à Cologne.
La première édition de l'ouverture est parue en novembre 1858 chez l'éditeur berlinois Julius Friedländer, en même temps que l'impression de l'œuvre complète. Schumann lui-même n'attribue pas de numéro d'opus, mais les scènes de Faust figurent désormais dans son catalogue sous la référence WoO 3.

## Structure
L'œuvre comporte une ouverture et trois parties et sa durée d'exécution est d'environ deux heures.
- Ouverture
- Première partie
  - Szene im Garten (Dans le jardin) : « Du kanntest mich, o kleiner Engel » (Faust, Gretchen, Mephistopheles, Marthe)
  - Gretchen vor dem Bild der Mater Dolorosa (Gretchen devant l'image de la Mater Dolorosa) : « Ach neige, du Schmerzenreiche » (Gretchen)
  - Szene im Dom (Dans la cathédrale) : « Wir anders, Gretchen, was dir's » (Gretchen, chœurs)
- Deuxième partie
  - Sonnenaufgang (Lever de soleil) : « Die ihr dies Haupt umschwebt im luft'gen Kreise » (Ariel, chœurs, Faust)
  - Mitternacht (Minuit) : « Ich heisse der Mangel » (La Gêne, La Dette, Le Souci, Le Besoin)
  - Fausts Tod (La mort de Faust) : « Herbei, herbei ! Herein, herein ! » (Mephistopheles, Faust, Chœurs d'enfants et d'adultes)
- Troisième partie : La Transfiguration de Faust
  - « Waldung, sie schwankt heran » (chœurs) ;
  - « Ewiger Wonnebrand » (Pater ecstaticus) ;
  - « Wie Felsenabgrund mir zu Füssen »(Pater profundus, Pater Seraphicus, chœurs d'enfants) ;
  - « Gerettet ist das edle Glied » (Un Ange, chœurs d'enfants et d'adultes) ;
  - « Dir, der Unberührbaren » (Dr. Marianus, Chœurs, Magna Peccatrix, Mulier Samaritana, Maria Aegyptiaca, Une Pénitente, Gretchen, Mater Gloriosa, enfants) ;
  - « Alles Vergänglich ist nur ein Gleichnis » (chœurs).

La partition suggère la lutte entre le Bien et le Mal au cœur de l'ouvrage de Goethe, ainsi que la recherche tumultueuse de Faust de la paix et de la sérénité. Après l'ouverture, la musique décrit la cour que fait Faust à Gretchen. Schumann emploie des techniques propres à l'opéra, débutant par un duo d'amour, suivi par une aria passionnée et se concluant par une scène à l'église. La seconde partie de l'ouvrage débute par un contraste saisissant : d'un côté la musique symbolise Ariel et les esprits appelant Faust à savourer les délices de la nature, suivi d'une scène où Faust se désespère des illusions de la promesse d'un présent éternel. La scène finale, retournant vers un calme, comporte l'un des plus beaux chœurs du compositeur.